# Colibri à ventre châtain
Lampornis castaneoventris
Espèce
Statut de conservation UICN

 LC  : Préoccupation mineure
Statut CITES
Le Colibri à ventre châtain (Lampornis castaneoventris) est une espèce d'oiseaux de la famille des Trochilidae.

## Répartition
Cet oiseau vit dans les zones montagneuses du Panama.

## Description
L'adulte mesure environ 10,5 cm de longueur. Son bec noir est légèrement incurvé.

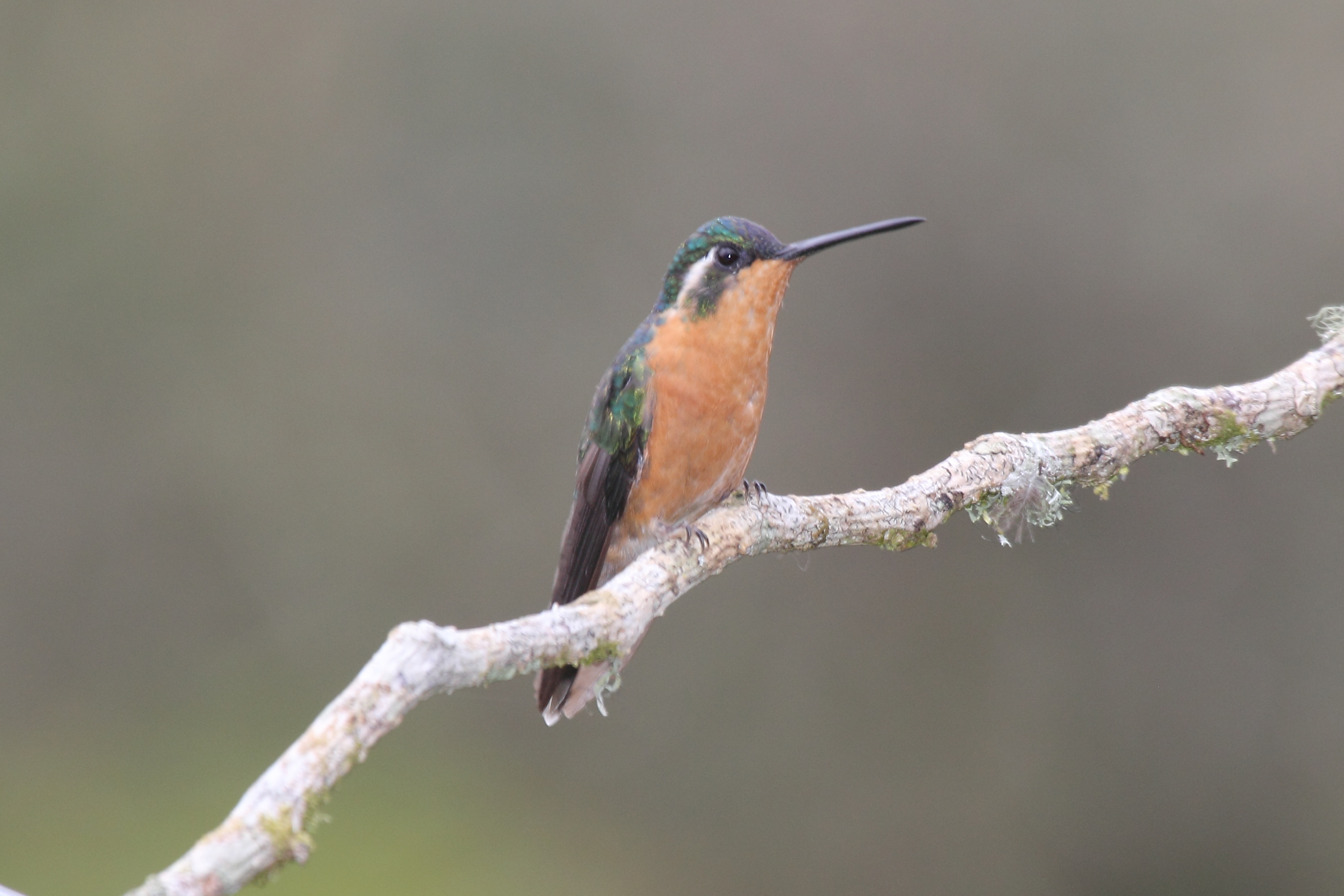
♀

Comme habituellement chez les Trochilinae, le mâle adulte est vert bronze, dispose d'une gorge blanche, d'une couronne vert brillant, d'un poitrail gris et de rectrices bleues. La femelle possède elle un poitrail safran et son arrière est verdâtre. Le plumage des juvéniles ressemble à celui des femelles auxquelles des franges aurait été ajoutées.

## Comportement
La femelle construit le nid et incube seule. Elle pond deux ou trois œufs blancs dans une tubulure végétale creuse en hauteur, dans un buisson, un arbre. L'incubation prend 15 à 19 jours et elle nourrit les petits de 20 à 26 jours. Ces oiseaux se nourrissent de nectar de petites fleurs, y compris les Ericaceae épiphytes. Comme les autres oiseaux mouches, ils se nourrissent également de petits insectes qui leur fournissent les protéines. Les mâles sont très territoriaux et sont souvent dominants vis-à-vis des autres espèces.

## Systématique
La phylogénie de ce taxon est discutée. Les spécimens vivant au sud-est du Costa Rica, autrefois classés dans la sous-espèce L. c. cinereicauda, constitueraient en fait, selon García-Moreno et al. (2006), une espèce très proche. Lampornis calolaemus serait également une espèce voisine.
Lampornis castaneoventris cinereicauda était autrefois considérée comme une sous-espèce. Maintenant elle est considérée comme une espèce séparée, le Colibri à queue grise, par le Congrès ornithologique international.